# Zamość (powiat ostrowski)
Zamość – wieś w Polsce położona w województwie wielkopolskim, w powiecie ostrowskim, w gminie Sieroszewice. Leży ok. 25 km na południowy wschód od Ostrowa, w pobliżu rzeki Prosny.
| SIMC    | Nazwa      | Rodzaj    |
| ------- | ---------- | --------- |
| 1007547 | Ilski Młyn | część wsi |
| 0208539 | Wygoda     | część wsi |

Miejscowość przynależała administracyjnie przed rokiem 1887 do powiatu odolanowskiego, W latach 1975–1998 do województwa kaliskiego, a w latach 1887–1975 i od 1999 do powiatu ostrowskiego.